# Мішка Япончик
Мі́шка Япо́нчик (справжнє ім'я та прізвище Вінницький Мойша-Яків Вольфович; 30 жовтня 1891, Первомайськ нині Миколаївська область (Голта, Херсонська губернія) — 4 серпня 1919, Вознесенськ) — знаменитий одеський нальотчик. Прізвисько Япончик отримав за характерний розріз очей.
Став прототипом літературних та кінематографічних персонажів — Бені Крика з розповідей Ісака Бабеля та Попандопуло з оперети Б. Александрова «Весілля у Малинівці» та однойменного фільму (1967).

## Біографія

### Ранні роки
Народився в єврейській сім'ї візника-биндюжника. Після ранньої смерті батька працював. У 1905 році приєднався до загону анархістів-терористів. Після вбивства поліцмейстера Михайлівської ділянки був засуджений.
У 1917 році вийшов на свободу за амністією, організував велику банду нападників і швидко здобув славу «грози Одеси». Вже восени того ж року банда Япончика здійснила низку зухвалих нападів, зокрема — пограбування в денний час Румунського ігрового клубу. У новорічні дні 1918 року були пограбовані магазин Гольдштейна та цукрозаводчик Ю. Г. Гепнер.
Паралельно Япончик створив так звану Єврейську революційну дружину самооборони, мотивуючи її організацію потребою захисту від можливих погромів, та випустив відозву з закликом грабувати «лише буржуазію й офіцерів». У листопаді 1917 року один із грабіжників був убитий самим Япончиком за розбійний напад на робітника.
Налагодив зв’язки з одеським анархістським рухом. У листопаді–грудні 1917 року в Одесі з’явилася група так званих «анархістів-обдиралістів» (що «обдирають буржуазію»). За даними українського дослідника Віктора Савченка, «обдиралісти» влаштували в 1917 році потужний вибух на Дерибасівській вулиці, вимагаючи припинити самосуди над затриманими бандитами. У грудні 1917 року анархісти й бандити захопили публічний дім Айзенберга на вулиці Дворянській, перетворивши його на свій штаб.
У січні 1918 року дружина Япончика спільно з більшовиками, анархістами та лівими есерами брала участь у вуличних боях. Під прикриттям заворушень бандити здійснили наліт на Реєстраційне бюро поліції, під час якого було знищено картотеку на 16 тисяч одеських кримінальників.
12 грудня 1918 року, під час евакуації з Одеси австро-німецьких військ, організував напад на Одеську тюрму, унаслідок якого сталая масова втеча ув'язнених. На початку 1919 року активно співпрацював із більшовицьким підпіллям (зокрема через Г. І. Котовського). За словами знайомого з ним Леоніда Утьосова, намагався уникати вбивств і протегував артистам.
У період франко-грецької інтервенції банда Япончика здійснила низку нових зухвалих пограбувань, займалася також викраденнями людей та рекетом. Кілька підприємців, які відмовились платити «данину» бандитам, були вбиті — зокрема, Масман, Літейман і Енгель.
У січні–лютому 1919 року був скоєний зухвалий наліт на Громадське зібрання Одеси під час урочистого обіду. Також були пограбовані квартира княгині Любомирської та номер іспанського консула в готелі «Лондонська».
Після того як у квітні 1919 року Одеса перейшла під контроль більшовиків, за деякими відомостями, Япончик командував радянським бронепоїздом № 870932, який був спрямований проти військ отамана Никифора Григор'єва. У травні 1919 року в місті ширилися чутки, що Мішка Япончик нібито обіймає посаду секретаря Одеської ЧК. 28 травня голова ЧК був змушений опублікувати офіційне спростування в газеті «Известия Одесского совета рабочих депутатов», у якому зазначалося, що справжнім секретарем ЧК є Михайло Грінберг, який не має жодного стосунку до Япончика.
Здобуті злочинним шляхом кошти Япончик частково вкладав у легальний бізнес. Зокрема, він придбав один із найрозкішніших ресторанів Одеси. При закладі діяли казино та публічний дім. За однією з версій, саме прагнення легалізувати капітали та вплив у місті стало причиною його співпраці з радянською владою.

### Командир 54-го полку
У травні 1919 року отримав дозвіл сформувати загін у складі 3-ї української армії, пізніше перетворений у 54-й ім. Леніна радянський революційний полк. Ад'ютантом у нього був Мейєр Зайдер на прізвисько Майорчик, який згодом застрелив Григорія Котовського. Полк Япончика був зібраний з одеських кримінальників, бойовиків-анархістів і мобілізованих студентів Одеського університету. Червоноармійці Япончика не мали єдиної форми, багато ходили в капелюхах канотьє і циліндрах, але кожен вважав справою честі носити тільник.
Спроби налагодити у сформованій частині «політроботу» провалилися, тому що багато комуністів відмовилися вступати в полк для ведення в ньому пропагандистської роботи, заявивши, що це небезпечно для життя. Офіційним комісаром полку був призначений анархіст Олександр Фельдман, пізніше для «посилення» був призначений також угорець-«інтернаціоналіст» Тібор Самуелі[джерело?]. За даними дослідника Віктора Ковальчука, комісара Фельдмана по прибутті в полк «бійці» Япончика зустріли гучним реготом.
Полк був підпорядкований бригаді Котовського у складі 45-ї дивізії Йони Якіра й у липні спрямований проти військ УНР. Перед відправленням в Одесі був влаштований пишний бенкет, на якому командиру полку Мишкові Япончику були урочисто вручені срібна шабля і червоний прапор. Почати відправлення вдалося тільки на четвертий день після бенкету, причому в обоз полку були завантажені барила з пивом, вином, кришталем та ікрою.
Дезертирство «бійців» полку почалося ще в Одесі. За даними дослідника Віктора Савченка, у результаті на фронті виявилося лише 704 бійці з 2202. Вже тоді комдив Якір запропонував роззброїти полк як ненадійний. Тим не менш, командування 45-ї дивізії визнало полк «боєздатним», хоча бандити всіляко чинили опір спробам налагодити військове навчання.
Перша атака полку в районі Бірзули проти підрозділів Армії УНР була успішною, в результаті чого вдалося захопити Вапнярку[яку?] і взяти полонених і трофеї, але на наступний день контратака частин армії УНР призвела до розгрому і втечі полку — бійці полку, що залишилася після розгрому, дезертували. За легендою, полк нібито збунтувався й захопив два поїзди, щоб повернутися до Одеси. За іншими відомостями, комдив Якір, щоб ізолювати Япончика від полку, наказав йому відбути до Києва в розпорядження командувача 12-ї армії червоних.
Япончик з ротою охорони чисельністю 116 чоловік до Києва не поїхав, а дезертував і спробував повернутися до Одеси, проте у Вознесенську потрапив в організовану чекістами засідку і був убитий при арешті, а його бійці з 54-го полку були частково перебиті кавалерією Котовського, частково виловлені частинами особливого призначення; уцілів тільки колишній «начальник штабу» полку, бандит Мейєр Зайдер («Майорчик»). Крім того, до 50 чоловік були направлені на примусові роботи. Вцілілі люди Япончика звинуватили комісара полку Фельдмана в смерті свого командира та в жовтні 1919 року вбили Фельдмана. За даними дослідника Віктора Савченка, Фельдман прибув на могилу Япончика лише через чотири години після похорону і зажадав розкопати її, щоб упевнитися, що там дійсно похований Япончик. Через два дні на місце прибув народний комісар з військових питань України («наркомвоєн») Микола Подвойський, який зажадав знову розкрити могилу.
У той же час, згідно з архівними даними, в дійсності Япончика розстріляв повітовий військовий комісар Никифор Іванович Урсулов, нагороджений за це орденом Червоного Прапора. У своєму рапорті на ім'я одеського окружного комісара з військових справ Урсулов помилково назвав його «Мітькою Японцем».

## Кінообраз
- Життя і пригоди Мішки Япончика (режисер: Сергій Гінзбург) (2011) (роль актора Євгена Ткачука)